# Partite per clavicembalo

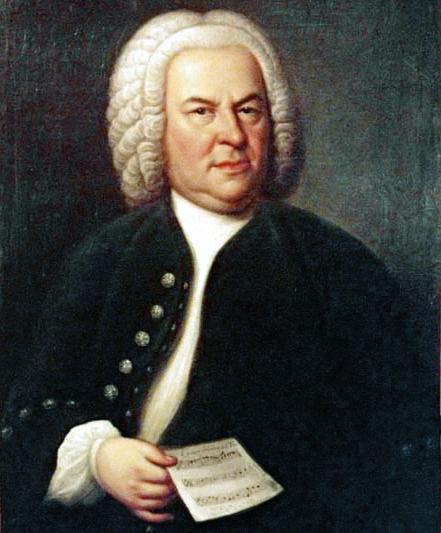
Johann Sebastian Bach.

Con l'espressione Partite per clavicembalo BWV 825-830 ci si riferisce a una raccolta di composizioni di Johann Sebastian Bach, che l'autore diede alle stampe nel 1731.
Bach, tuttavia, aveva già intrapreso in precedenza, a proprie spese, la stampa delle Partite singolarmente: il 1º novembre 1726, infatti, uscì sulla Leipziger Post-Zeitungen un annuncio «per gli amanti della tastiera», nel quale Bach comunicava ai concittadini che era disponibile la prima partita di una Clavier Suiten destinata a proseguire.
Le sei partite per Clavier rappresentano il vertice artistico dell'intera storia della suite come genere musicale.

## Storia
Le Partite per clavicembalo scritte da Johann Sebastian Bach sono un insieme di sei suite pubblicate fra il 1726 e il 1730 come prima parte della Clavier-Übung. Insieme alle Suite inglesi e alle Suite francesi queste partite sono il terzo, ultimo e più tecnicamente impegnativo capitolo dedicato da Bach alla musica per tastiera. Il manoscritto originale non ci è pervenuto. Nel XIX secolo le Partite vennero chiamate suite tedesche, anche se non c'è nulla di particolarmente tedesco nello stile delle composizioni, e il nome cadde presto in disuso.
In confronto con le Suite inglesi e francesi, le Partite sono scritte in maniera più libera. Nello specifico le Partite, anziché aprirsi con un preludio tradizionale, iniziano con pezzi nei diversi stili musicali, come ouverture di gusto francese, ricche di ritmi puntati ed energici accordi, o toccate in forma libera. Le Partite seguono abbastanza fedelmente il classico ordine di successione dei pezzi delle suite (l'italiano "partita" è semplicemente un sinonimo), già codificato nella musica coeva; una suite di danze di Bach contiene di regola sette movimenti composti nella medesima tonalità:
1. Pezzo introduttivo; nello specifico, in ordine di tonalità: Praeambulum in Sol maggiore, Fantasia in La minore, Praeludium in Si♭ maggiore, Sinfonia in Do minore, Ouverture in Re maggiore, Toccata in Mi minore.
2. Allemanda.
3. Corrente.
4. Sarabanda.
5. Una danza a scelta; nelle partite: minuetto, passepied, rondò, gavotta.
6. Una seconda danza a scelta, come al punto precedente.
7. Giga.

Bach cambia in alcune partite l'ordine dei brani e omette il titolo di alcuni movimenti inserendo una semplice didascalia: burlesca, scherzo, capriccio, aria. Nella partita n° 2 omette la giga finale.
(Nikolaus Forkel)
Benché pubblicate singolarmente, le Partite vennero poi raccolte nel 1731 in un unico volume, formando la prima parte della Clavier-Übung. Bach intendeva pubblicare sette partite, come annunciato nella primavera 1730 in occasione della pubblicazione della partita BWV 829, dichiarando che sarebbe stata seguita da altre due composizioni simili.
Il Concerto italiano BWV 971, contenuto nella seconda parte della Clavier-Übung, è in Fa maggiore e fa pensare che, originariamente, potesse essere stato pensato per essere una partita: infatti, proseguendo la logica delle tonalità utilizzate, dopo Si♭ maggiore, Do minore, La minore, Re maggiore, Sol maggiore, Mi minore, la prosecuzione logica sarebbe Fa maggiore. Le prime due raccolte che compongono la Clavier-Übung sviluppano inoltre lo stesso tema, cioè l'assimilazione virtuosistica delle principali forme orchestrali provenienti dall'estero: con l'obiettivo della fusione nel primo caso, e della giustapposizione nel secondo. Per certi versi, Bach si distacca dalla suite antica e lascia presagire la sonata classica.

## Struttura
I titoli dei movimenti sono mantenuti nella forma linguistica originale. La distinzione contenuta negli originali tra il francese courante delle n° 2 e 4 e l'italiano corrente è andato perduto nella compilazione del catalogo Bach-Werke-Verzeichnis di Wolfgang Schmieder.
(Donald Francis Tovey)
Le tonalità sono disposte secondo una sequenza incrementale che aumenta di un intervallo fra una partita e la successiva: di seconda, di terza, e così via fino alla sesta. Sul titolo dell'Opus 1 le danze barocche contenute nelle suite sono definite con il termine Galanterien, ma risulta difficile immaginare di usare queste danze come musica da ballo: non si tratta, infatti, di ritmi da ballare, sostenuti dalla presenza di un basso continuo, bensì di un intricato contrappunto di estrema complessità, con il quale Bach stilizza la forma della suite, come già aveva fatto qualche anno prima alla corte di Cöthen.

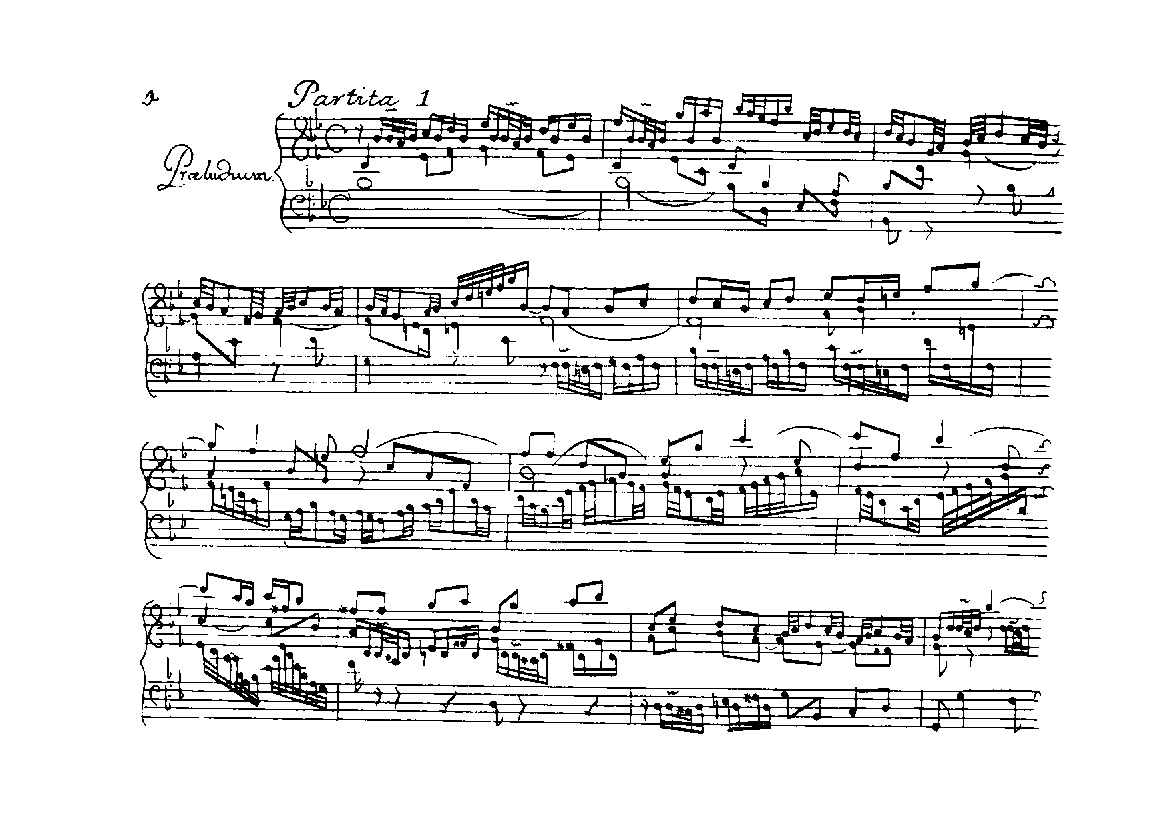
Præludium della partita n° 1 nell'edizione del 1731 del Clavier-Übung.

### Partita n° 1 in Si♭ maggiore BWV 825
- Præludium.
- Allemande.
- Corrente.
- Sarabande.
- Menuet I.
- Menuet II.
- Gigue.

(Piero Buscaroli)
Unica delle suite di Bach in Si♭ maggiore, è la più conosciuta e più frequentemente eseguita delle sei partite. Il balzo ritmico della gigue finale è esaltato dalla tecnica dell'incrocio delle mani, di origine italiana.

### Partita n° 2 in do minore BWV 826
- Sinfonia.
- Allemande.
- Courante.
- Sarabande.
- Rondeau.
- Capriccio.

Il sesto movimento è quello dalla forma meno usuale fra tutte le sei Partite; forse Bach lo chiamò capriccio perché manca la giga finale che chiude le altre partite. La regola infranta per un capriccio, dunque.

### Partita n° 3 in la minore BWV 827
- Fantasia.
- Allemande.
- Corrente.
- Sarabande.
- Burlesca.
- Scherzo.
- Gigue.

La tonalità di la minore è tipica della musica barocca per violino, e in effetti è facile immaginare i movimenti di questa partita suonati da un duo d'archi. La gigue è un capolavoro di scrittura fugata a tre parti.

### Partita n° 4 in Re maggiore BWV 828
- Ouverture.
- Allemande.
- Courante.
- Aria.
- Sarabande.
- Menuet.
- Gigue.

Il movimento iniziale ha lo stile maestoso di una ouverture francese, con un fugato in 9/8.
Curioso il fatto che il tema del fugato dell'ouverture sia quasi identico a quello dello Scherzo del quartetto con pianoforte in la maggiore op. 26 n. 2 di Johannes Brahms.

### Partita n° 5 in Sol maggiore BWV 829

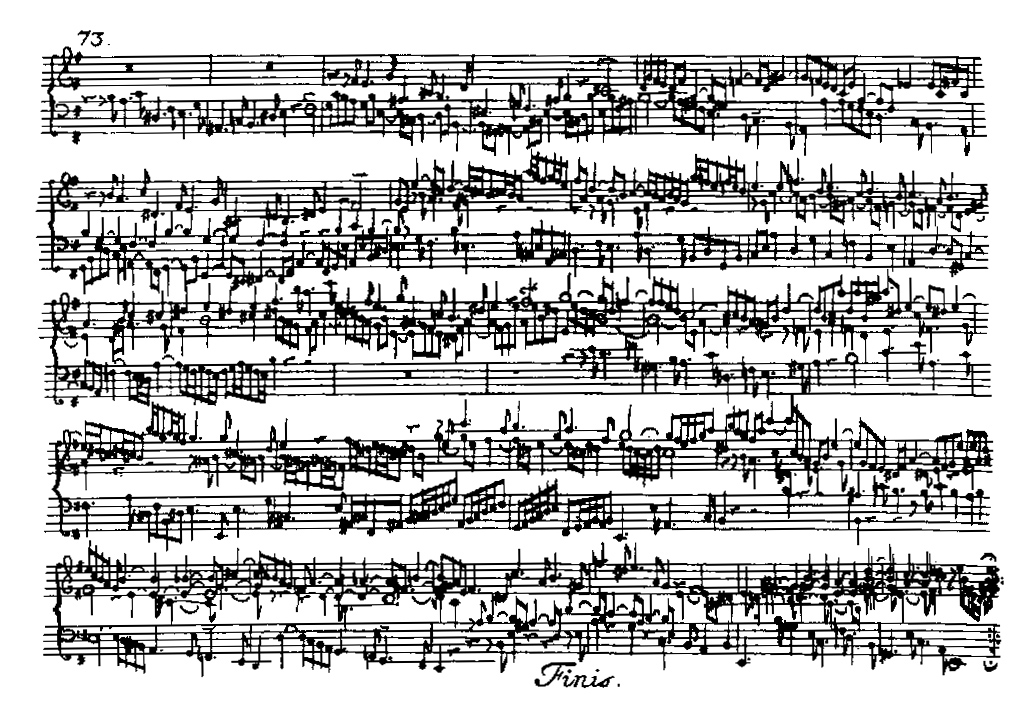
Gigue, movimento finale della partita n° 6, dalla prima edizione del Clavier-Übung.

- Præambulum.
- Allemande.
- Corrente.
- Sarabande.
- Tempo di Minuetta.
- Passepied.
- Gigue.

L'allemande e la corrente ricordano le corrispondenti nella medesima tonalità di Sol maggiore nel Clavicembalo ben temperato. Il quinto movimento, notato a voce singola, contiene un notevole contrappunto.

### Partita n° 6 in mi minore BWV 830
- Toccata.
- Allemanda.
- Corrente.
- Air.
- Sarabande.
- Tempo di gavotta.
- Gigue.

Ultima partita sia come numerazione che come tonalità, è la più lunga della raccolta. La toccata mostra molto chiaramente la trasformazione di Bach dall'improvvisatore al perfezionatore di una forma cristallina. L'allemanda ha, in questa partita, una connotazione particolarmente drammatica. La grandiosa giga finale termina con cadenza piccarda.

## Principali incisioni
| - Wanda Landowska (?, 1935 o 1936). - Gustav Leonhardt (Deutsche Harmonia Mundi, 1964-70, e Virgin, 1986). - Martin Galling (1970). - Blandine Verlet (Philips, 1978, e Naïve, 2001). - Kenneth Gilbert (Harmonia Mundi, 1985). - Trevor Pinnock (Archiv, 1985, e Hänssler, 1998-99). - Huguette Dreyfus (Denon, 1986). - Scott Ross (Erato, 1988). - Christophe Rousset (L'Oiseau-Lyre, 1992). - Andreas Staier (Deutsche Harmonia Mundi, 1993). - Pieter-Jan Belder (Brilliant Classics, 1999). - Masaaki Suzuki (BIS, 2001). - Zuzana Růžičková. - Pascal Dubreuil (Ramée, 2008). - Ton Koopman (Antoine Marchand, 2012). |  | - Glenn Gould (Sony, 1957 e 1980). - Tatiana Nikolayeva (Melodija, 1981). - András Schiff (Decca, 1985, ed ECM 2009). - Angela Hewitt (Hyperion, 1997). - Dinu Lipatti (EMI Classics, 1999). - Richard Goode (Nonesuch, 2003). - Gianluca Luisi (OnClassical, 2005-07). - Martha Argerich (Verbier Festival, 2008). - Maria Tipo (EMI, 1991). - Murray Perahia (Sony, 2008 e 2009). - Vladimir Ashkenazy (Decca, 2010). - Maria João Pires (DGG, 1995). - Wolfgang Rübsam (Naxos, 1992). - Rosalyn Tureck (VAIA, 1984), (Doremi, 1949/50). - Yuan Sheng (Brilliant Classics, 2017). - Ramin Barhami (Decca, 2009). - Vladimir Feltsman (Nimbus Alliance, 2012) |